# Langen, Cuxhaven
Langen là một thị xã ở huyện Cuxhaven, trong bang Niedersachsen, Đức. Đô thị này có diện tích 121,6 km². Đô thị này có cự ly khoảng 7 km về phía bắc của Bremerhaven, và 30 km về phía nam của Cuxhaven.
Langen đã thuộc Tổng giáo phận Bremen, thành lập năm1180. Năm 1648, Tổng giáo phận đã được chuyển sang cho Lãnh địa công tước Bremen, ban đầu được cai quản bằng một liên minh cá nhân bởi Hoàng gia Thụy Điển - bị gián đoạn bởi sự chiếm đóng của Đan Mạch (1712-1715) - và từ năm 1715 bởi Vương quốc Hanover. Vương quốc Hanover đã hợp nhất lãnh địa vào một liên minh thật sự và bao gồm cả lãnh thổ Ducal, đã trở thành một bộ phận của bang mới được lập năm 1823.

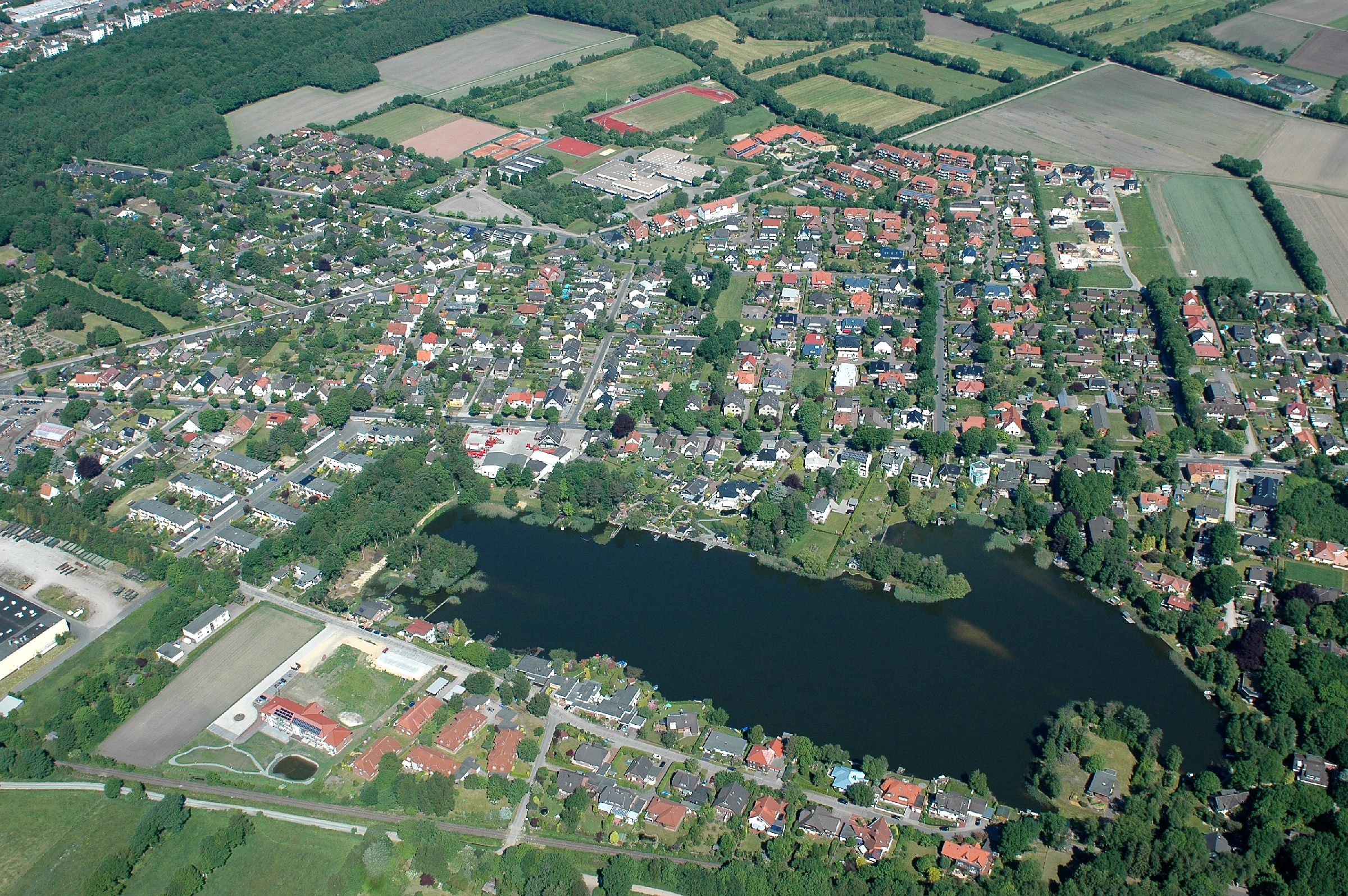
Langen (2012)